# Šamuramat
Šamuramat ili Samur-amat, kraljica Asirije od 811. pr. Kr. do 808. pr. Kr. Kao udovica kralja Šamši-Adada V. tri je godine vladala Asirijom. Druge kronologije sugeiraju da joj regentstvo trajalo od 809. do 792. pr. Kr.
Šamuramatina stela (memorijalna stijena) je pronađena u Ašuru, dok zapis iz Kalhua (Nimrud) sugerira da je tamo dominirala nakon smrti svog supruga i vladavine svog sina.
Legendarna Semiramida se obično smatra mitskom figurom, ali dio povjesničara drži da su je grčki izvori temeljili na stvarnoj Šamuramat.